# 形象测定
形象测定，社会学和市场调研常用的测定某标的物的在被测者心目中的形象的手段和方法。

## 形象测定的主要方法

### Likert度量
Rensis Likert发明，又稱李克特量表，对标的物的某性质，主观地在“很好”“好”“中等”“较差”“很差”这一类的分度上进行选择打勾。

### 语义差分
Charles E. Osgood于1957年发明，1966年Hofstätter予以改进。在两个对立的概念间进行多层次的两极化评级打分。

### Fishbein方法
Fishbein发明，态度是对某标的物属性的主观感知（认知成分）和其评价（情感成分）的结果。基于Likert度量，并对不同的属性和打分进行加权加总，得出标的物的形象分值。